# Laning
Laning är en kommun i departementet Moselle i regionen Grand Est (tidigare regionen Lorraine) i nordöstra Frankrike. Kommunen ligger i kantonen Grostenquin som tillhör arrondissementet Forbach. År 2022 hade Laning 601 invånare.

## Befolkningsutveckling
Antalet invånare i kommunen Laning
| Referens: INSEE |